# Brez
Brez é uma comuna italiana da região do Trentino-Alto Ádige, província de Trento, com cerca de 734 habitantes. Estende-se por uma área de 18 km², tendo uma densidade populacional de 41 hab/km². Faz fronteira com Castelfondo, Lauregno (BZ), Fondo, Sarnonico, Cloz, Dambel.